# Teorija števil
Teoríja števíl je običajno tista matematična disciplina, ki raziskuje značilnosti celih števil. Še splošneje, upošteva širši razred problemov, ki jih »lažje razumejo nestrokovnjaki«. Takšen pogled se je razširil, ker se v teoriji števil uporabljajo postopki, ki rešujejo več raznolikih problemov. Teorijo števil lahko naprej razdelimo na več področij glede na uporabljene postopke in vprašanja, ki jih izsleduje.

## Področja teorije števil

### Osnovna teorija števil
Osnovna ali elementarna teorija števil raziskuje cela števila brez postopkov drugih matematičnih področij. Nastopajo vprašanja o deljivosti, Evklidov algoritem za izračun največjega skupnega delitelja, razcepitev celih števil na prafaktorje, raziskovanje popolnih števil in kongruence. Značilne navedbe so Fermatov mali izrek in Eulerjev izrek, ki ga razširi, kitajski izrek ostankov in zakon kvadratne obratne vrednosti. Raziskujejo se značilnosti multiplikativnih funkcij kot sta Möbiusova funkcija μ in Eulerjeva funkcija φ, celoštevilskih zaporedij kot so fakultete in Fibonaccijeva števila.
Veliko vprašanj v osnovni teoriji števil je izjemno globokih in zahtevajo popolnoma nove pristope. Zgledi so:
- Goldbachova domneva o sodih številih kot vsoti dveh praštevil.
- Catalanova domneva o zaporednih celoštevilskih potencah,
- domneva o praštevilskih dvojčkih o neskončnem številu praštevilskih dvojčkov,
- Collatzeva domneva o preprosti iteraciji.

Teorija diofantskih enačb se je izkazala za neodločljivo (glej Hilbertov 10. problem).

### Analitična teorija števil
Analitična teorija števil za reševanje vprašanj o celih številih uporablja orodja iz kompleksne analize. Zgleda sta praštevilski izrek in z njim povezana Riemannova domneva. Z analitičnimi metodami so reševali tudi Waringov problem (predstavitev danega celega števila kot vsote kvadratov, kubov, itd), domnevo praštevilskih dvojčkov (iskanje neskončnega števila parov praštevil z razliko 2) in Goldbachovo domnevo (zapis sodih števil kot vsote dveh praštevil). Tudi dokazi o transcendentnosti matematičnih konstant, kot sta število π ali e, spadajo v analitično teorijo števil. Omenimo, da so se te raziskave transcendentnih števil vidno oddaljile od preprostih študij celih števil...

### Algebrska teorija števil
Algebrska teorija števil razširi pojem števila na algebrska števila, ki so koreni polinomov z racionalnimi koeficienti. Na teh področjih nastopajo elementi, podobni celim številom, algebrska cela števila. V tem okviru znane značilnosti celih števil (na primer enolična razcepitev) nujno ne veljajo. Prednosti novih orodij kot so Galoisova teorija, kohomologija obsega, teorija razrednega obsega, reprezentacija grup in L-funkcije omogočajo ponovno vzpostavitev reda delno za ta nov razred števil.
Veliko teoretičnih vprašanj teorije števil lahko najuspešneje rešimo z raziskovanjem modula p za vsa praštevila p (glej končne obsege). To se imenuje lokalizacija in vodi v konstrukcijo p-adičnih števil. To področje raziskovanja se imenuje lokalna analiza in izhaja iz algebrske teorije števil.

### Geometrična teorija števil
Geometrična teorija števil vključuje vse oblike geometrije. Izhaja iz izreka Minkowskega o točkah rešetke v konveksnih množicah in z raziskovanji ovijanj krogle. Pojavi se tudi algebrska geometrija, še posebej teorija eliptičnih krivulj. S temi metodami so dokazali znameniti Fermatov veliki izrek.

### Kombinatorična teorija števil
Kombinatorična teorija števil se ukvarja s problemi, ki pri opredelitvah ali rešitvah vsebujejo kombinatorične prijeme. Pomembni začetnik te veje teorije števil je Erdős. Tukaj so tipična vprašanja o pokrivnih sistemih, problemi ničelne vsote, različne zaprte množice vsot in aritmetična zaporedja celih števil. Močna orodja so algebrske in analitične metode.

### Verjetnostna teorija števil
Verjetnostna teorija števil pri vprašanjih iz teorije števil uporablja verjetnost. Ena od osnovnih zamisli je, da so različna praštevila v nekem smislu kot neodvisne naključne spremenljivke. Ustanovitelji so Erdős, Wintner in Kac, osnovni razultat pa je med drugim Erdős-Wintnerjev izrek.

### Računska teorija števil
Računska teorija števil raziskuje algoritme, ustrezne teoriji števil. Hitri algoritmi kot sta preskus praštevilskosti in celoštevilska razcepitev so zelo pomembni pri uporabi v tajnopisju.

## Zgodovina teorije števil
Začetke teorije števil lahko zasledimo že v tretjem tisočletju pr. n. št. Tedaj so Sumerci in Babilonci raziskovali značilnosti deljivosti števila 60 in njegovih potenc. Ta števila so bila še posebno zanimiva, ker so tedaj računali v šestdesetiškem sistemu. Na tem še danes počiva naše merjenje kotov in časa.
Pri arheoloških raziskavah so našli tablice pitagorejskih trojic, kjer so števila sestavljena iz praštevil 2, 3 in 5 (delitelji števila 60). Ohranila so se tudi vprašanja teorije števil, ki izvirajo iz Indije in Kitajske v času okoli 1000 let pr. n. št.
V kulturnem krogu starih Grkov so tudi raziskovali probleme iz teorije števil. Učenci Pitagore (»pitagorejci«) so preučevali praštevila, določali razcep na prafaktorje in razvili postopke določanja največjega skupnega delitelja in najmanjšega skupnega mnogokratnika dveh števil. Prvo celovito delo o matematiki iz tistih časov je napisal Evklid. Vsebuje dokaz enoličnosti razcepa naravnih števil na prafaktorje, dokaz obstoja neskončno mnogo praštevil in pravilo, po katerem dobimo popolna števila (vsota deliteljev). Okoli leta 230 pr. n. št. je Eratosten odkril po njem imenovano metodo iskanja praštevil (Eratostenovo sito). Od Diofanta izhaja ukvarjanje z enačbami s celoštevilskimi koeficienti (diofantske enačbe).
Vse do srednjega veka se je znanje starih Grkov ohranjalo v arabskem kulturnem krogu. Predvsem je treba omeniti Tabita ibn Koro (826-901). Ukvarjal se je s prijateljskimi števili (Tabitovo število) in prvi prevajal dela pomembnih grških filozofov in matematikov v arabščino. Al-Bagdadi je raziskoval Tabitove metode.
Al-haitam je bil med prvimi, ki je sposkušal klasificirati vsa soda popolna števila. Prvi je tudi navedel Wilsonov izrek, da, če je p praštevilo, potem je {\displaystyle 1+(p-1)!} deljivo s {\displaystyle p}.
Al-Farisi je podal nov dokaz za Tabitov izrek o prijateljskih številih, in pri tem uporabil nove pomembne metode v zvezi s faktorizacijo in kombinatoriko. Našel je tudi par prijateljskih števil (17.296, 18.416), ki jih običajno pripisujejo Eulerju - verjetno pa sta bili znani že pred al-Farisijem, ali pa ju je poznal že Tabit. Jazdi je našel par (9.363.584, 9.437.056).
Za utemeljitelja sodobne teorije števil velja de Fermat. Raziskoval je vsote deliteljev, konstruiral praštevila, popolna in prijateljska števila. Po njem se imenujeta dva pomembna izreka, Fermatov mali in veliki izrek ter Fermatova domneva. Razvoje števil v verižne ulomke sta raziskovala Huygens in Leibniz. Pomembne prispevke teoriji števil je ustvaril Euler (posplošitev Fermatovega izreka, razvoji v verižne ulornke, popolna števila). V začetku 19. stoletja je Gauss ustvaril pomembne dosežke v teoriji števil. Vpeljal je pojem kongruence s pripadajočim računanjem, ukvarjal se je s teorijo kvadratnih ostankov in postavil osnove analitične in algebrske teorije števil. Od njega izhaja oznaka »kraljica matematike« za teorijo števil. Gauss je vpeljal oznake:
{\displaystyle a\equiv b{\pmod {c}}\!\,.}
Čebišov je leta 1847 objavil pomembno delo s tega področja, ki ga je v Franciji naprej razširjal Serret.